# Korsischer Gebirgsmolch
Der Korsische Gebirgsmolch (Euproctus montanus) ist ein ausschließlich auf Korsika vorkommender Schwanzlurch aus der Gattung der Europäischen Gebirgsmolche.

## Merkmale
Die Art wird 7 bis 9,5, in seltenen Fällen bis 11 Zentimeter lang. Der Kopf weist kleine, aber deutliche Ohrdrüsenwülste auf. Eine Kehlfalte ist nicht vorhanden. Die Haut ist körnig, jedoch nicht rauwarzig. Der Rücken ist entweder einfarbig olivgrün bis braun oder mit gelblichen Flecken versehen, die sich auch zu einer schmalen hellen Linie entlang der Wirbelsäule verschmelzen können. Die Bauchseite ist einfarbig hellgrau bis hellbraun und nur selten mit weißlichen Flecken durchsetzt. Das Männchen unterscheidet sich vom Weibchen durch einen breiteren Kopf, eine dornartige Spitze am hinteren Rand der Unterschenkel, sowie durch die kegelförmige Kloake im Gegensatz zur rundlichen Kloake der Weibchen.

## Vorkommen und Lebensraum
Der Korsische Gebirgsmolch ist auf der Insel endemisch verbreitet. Er lebt vor allem in kleinen Gebirgsbächen und in deren Nähe in 600 bis 1500 Metern über Meereshöhe. Größere Stillgewässer sind wegen der dort ebenfalls vorhandenen Fressfeinde wesentlich dünner besiedelt. In wenigen Fällen fand man ihn auch im Tiefland oder in Höhenlagen bis 2200 Metern. Er bevorzugt kühle Gewässer von etwa 10 bis 18 °C. Hält er sich an Land auf, bleibt er in Gewässernähe und verbirgt sich tagsüber sich unter Baumwurzeln und in Gesteinsklüften.

## Lebensweise
Der Korsische Gebirgsmolch ist dämmerungs- und nachtaktiv und jagt nach Wasserinsekten und deren Larven, Kleinkrebsen und Würmern. Seine Fressfeinde sind Ringelnattern, Bachforellen und der Korsische Scheibenzüngler. Die Überwinterung zwischen Oktober und März erfolgt an Land. Auch im Hochsommer kann er eine kurze Ruhephase halten. Die Molche pflanzen sich von März bis Juli fort. Die Paarung wird vom Männchen eingeleitet und kann bis zu vier Stunden dauern. In einer Paarungssaison produziert ein Weibchen nur 20 bis 30, in Ausnahmefällen bis 60 Eier. Je nach Temperatur des Wassers schlüpfen die Larven nach drei bis vier Wochen. Die Metamorphose findet für gewöhnlich im August und im September statt, im höheren Gebirge überwintern die Larven im Wasser und vollenden ihre Entwicklung zum adulten Tier erst im folgenden Jahr.